# Cormoran (série télévisée)
Pour les articles homonymes, voir Cormoran.
Cormoran est un feuilleton télévisé québécois en 78 épisodes de 50 minutes, créé par Pierre Gauvreau et diffusé du 4 septembre 1990 au 6 décembre 1993 sur les ondes de Radio-Canada. La série s'inscrit à la suite du Temps d'une paix et précédant Volcan tranquille dans le triptyque télévisuel de Gauvreau.

## Synopsis
L'intrigue se déroule entre mai 1936 et septembre 1939, pendant les trois années précédant la Seconde Guerre mondiale.
Dans le village fictif de Baie-d'Esprit, localisé dans le Bas-Saint-Laurent à la hauteur de Kamouraska, vit Bella Cormoran, une femme prétentieuse, orgueilleuse et hautaine. Fille aînée d'une famille bourgeoise, elle habite le manoir du domaine Cormoran. Y vivent aussi, son frère cadet, Pacifique, médecin, un être tourmenté mais apprécié, et sa sœur Angélique, douce et naïve, mariée à Germain Lafond, un bon vivant sympathique.
Bella vit une expérience traumatisante qui la changera grandement, malgré son âge avancé, elle devient fille-mère à la suite de sa rencontre avec Wolfgang Osnabrück, un géologue allemand en mission scientifique, de qui elle s'éprend. Au moment même où la Seconde Guerre mondiale débute, Bella choisit d'assumer sa maternité, au vu et au su de tout le monde.
Le fantôme de René Cormoran, frère de Bella, Pacifique et Angélique, décédé quelques années auparavant à Québec dans des circonstances nébuleuses, rôde toujours. Sa veuve, Ginette Durivage, une rejetée de l'Anse-au-Maudit, fera reconnaître ses droits de succession sur le domaine Cormoran non sans peine.
Le boucher du village, Clément Veilleux, crée une organisation, nommée les Chemises bleues, qui prône activement le nazisme. Fier d'une certaine ressemblance avec Benito Mussolini, Veilleux s'inspire également d'Adrien Arcand et de ses idéologies fascistes.
Viateur Bernier, succède non sans peine à son père, Théodule, en tant que maire et chef d'entreprise.
Le couple Labrecque, parti de Montréal en 1933, lors de la Grande Dépression, vit aussi plusieurs aventures à Baie d’Esprit.

## Fiche technique
- Scénariste : Pierre Gauvreau
- Réalisation : Yvon Trudel, Pierrette Villemaire, Louise Montpetit, Lise Chayer, Andrée Pérusse et André Tousignant
- Décors : Joseph Mandalian, notamment l'Anse-au-Maudit
- Musique : Marie Bernard
- Société de production : Société Radio-Canada

## Distribution
- Nicole Leblanc : Bella Cormoran
- Raymond Legault : Pacifique Cormoran et le père des Cormoran (1908)
- Mireille Thibault : Angélique Lafond
- Guy Mignault : Germain Lafond
- Katerine Mousseau : Ginette Durivage-Cormoran
- Jean-Louis Roux : Wolfgang Osnabrück
- Gabriel Marian Oseciuc : Friedrich Müller
- Margot Campbell : Mariette Savard
- Gaston Lepage : Tom Mix
- Jean-Raymond Châles : Tom Pouce
- René Caron : Flamand Bellavance
- Michèle Craig puis Louise Richer : Maureen Bellavance
- Danielle Leduc : Flavie Bellavance
- Jacques Lussier : Vincent Bellavance
- Normand Lévesque : Hippolyte Belzile
- Francine Ruel : Donatienne Belzile
- Claude Prégent : Viateur Bernier
- Frank Fontaine : Romuald Gagnon
- Jean L'Italien : Gérard Labrecque
- Julie Vincent : Léonie Labrecque
- François Bard Laflamme et Judith Jasmin-Boudrias : Léon Labrecque
- Emmanuel Charest : Victor
- Raymond Bélisle : Clément Veilleux
- Rita Lafontaine : Zénone Veilleux
- Sylvie Dubé : Aglaé Veilleux
- Jean-Pierre Gonthier : Vital Laforce
- Ghyslain Tremblay : Albérich Boulet
- Charles Vinson : Fulgence Surprenant et chauffeur d'Aline-Marie Letendre
- Huguette Oligny : Aline-Marie Letendre
- Robert Lalonde : Chanoine Tancrède Letendre
- Paul Hébert : Curé Dumont
- Paul Dion : Abbé Laverdure
- Gilles Pelletier : Franz von Malcourt (1991-1992)
- Monique Aubry : Victoria
- Victor Désy : Théodule Bernier
- Gilbert Turp : Armand Legris
- Jean-René Ouellet : Me Georges Legris
- Paul Cagelet : Hans Helmut Osnabrück
- Dominique Fiore et Pierre Pinchiaroli : Agents de Hans Helmut Osnabrück
- Mario Borges : Chauffeur de Hans Helmut Osnabrück
- Jean Allaire : Chauffeur de Viateur Bernier
- Benoît Girard : Docteur Achille Rossignol
- Denise Gagnon : Perpétue Lamothe
- Marjolaine Hébert : La Marsouine
- Cloé Landvai : Fleurette
- Stéphan Côté : Oncle de Fleurette
- Pierre Chagnon : Père de Fleurette
- Réjean Roy : Itzvak Lévy
- Robert Presseau : Sam Lévy
- Laurent Imbault : Inspecteur de police Alban St-Amand
- Lise L'Heureux : Religieuse
- Marc Proulx: Barman
- Sonia Vachon : La Madeleine
- Amélie Vaillancourt : Bella Cormoran (1908)
- Sonia Galvao : Angélique Cormoran (1908)
- Fabien Piché : René Cormoran (1908)
- Stéphane Demers : René Cormoran (1928)
- Jacqueline Plouffe : Eugénie
- Jean-Claude Robillard : Barman

## Commentaires

### Making of
Un making of du téléroman a été produit sous la forme d'un reportage dans le cadre de l'émission estivale Vu de la terrasse en 1988 ou en 1989 à la Télévision de Radio-Canada.

### Rediffusions
Un épisode a fait l'objet d'une rediffusion lors d'une émission spéciale intitulée Toute une soirée avec Pierre Gauvreau le 7 janvier 2006 et deux autres dans le cadre du spécial Vive les bébés sur la chaîne ARTV.
Depuis le 4 janvier 2010, la série est présentée en rediffusion à ARTV, près de 20 ans après la première diffusion. Elle est de nouveau rediffusée du 5 septembre au 22 décembre 2011 à Radio-Canada.

### Lieux de tournage intérieurs et extérieurs
(juillet 2010).
- Le Manoir Taché et son domaine, ancien chef-lieu de la seigneurie de Kamouraska, situés sur la rive sud du fleuve Saint-Laurent à Kamouraska, ont servi de décor pour les scènes extérieures (domaine Cormoran).
- Le moulin Paradis, situé à Kamouraska, a été utilisé pour la demeure de Gérard Labrecque, son épouse Léonie et leur fils Léon. Les scènes intérieures ont été tournées au rez-de-chaussée du moulin Paradis. La pièce est intacte, et on y retrouve même la bicyclette de Gérard.

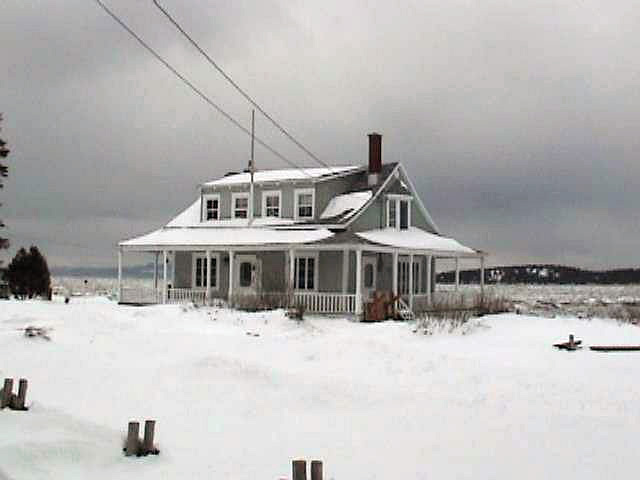
La maison de René

- L'ancien palais de justice de Kamouraska est brièvement aperçu dans le premier épisode. Il est situé au 111, avenue Morel, à Kamouraska. Il est aujourd'hui occupé par le Centre d'arts de Kamouraska.
- L'hôtel Le Grand Cormoran d'Hippolyte Belzile et de son épouse Donatienne est situé à Saint-André-de-Kamouraska. Il est aujourd'hui occupé par l'Auberge Le 112.
- L'église de Notre-Dame-du-Portage est devenue celle de Baie-d'Esprit, de même que son presbytère.
- La plupart des scènes intérieures ont été tournées dans les studios de la Maison de Radio-Canada à Montréal.
- La maison de René est située sur la route du cap Taché à Kamouraska, rue qui mène tout près du Manoir Taché. C'est un cul-de-sac.
- La maison du maire Viateur Bernier est située au 82, avenue Morel, à Kamouraska. Elle est aujourd'hui occupée par la boulangerie Niemand.
- La maison de Flamand Bellavance est située au 106, rue Principale, à Saint-André-de-Kamouraska. Cet édifice imposant, avait plusieurs fonctions, dont celle de résidence familiale des Bellavance, mais également de l'imprimerie, du bureau de postes, du journal l'Idée ainsi que du cabinet médical de Baie-d'Esprit du Dr. Pacifique Cormoran. On peut y voir son année de construction, 1906, sur le fronton de la façade.
- Les scènes intérieures de l'église ne sont pas celles de Notre-Dame-du-Portage, mais plutôt de l'église Saint-Louis-de-Kamouraska. On y remarquera la grande chaire surélevée. Notre-Dame-du-Portage n'a servi qu'aux scènes extérieures, dont celles du cimetière, du presbytère ainsi que de la mairie.
- La maison de Clément Veilleux, qui servait aussi de boucherie, est située au 127, rue Principale, à Saint-André-de-Kamouraska. La maison a été complètement rénovée, l'horloge est maintenant fixée sur le haut de la façade, mais au moment du tournage elle était fixée au centre de la balustrade du premier étage.
- La fabrique de cercueils de Ginette est située au Manoir Taché. Elle est à côté du garage de Germain. Elle comprend plusieurs bâtisses qui ont été recouvertes de planches de grange pour le décor. C'est le premier bâtiment à gauche. Aucune scène n'a été tournée à l'intérieur.
- L'Anse-au-Maudit est située à la droite de ces mêmes bâtiments. Ce n'est pas une anse mais bien une plage naturelle, comme celle devant le manoir. Il y a quelques arbres à gauche. C'est l'endroit où était située la croix. Les cabanes furent démolies à la fin des tournages.
- Malheureusement, en 2007, les propriétaires du Manoir Taché ont dû démolir l'observatoire de Pacifique. Il était situé à quelques mètres à gauche de la fabrique de cercueils de Ginette. On peut y voir le poteau de téléphone qui était près de cette bâtisse.
- Des informations laissent croire que les scènes de la fonderie ont été tournées à Saint-André-de-Kamouraska et à Saint-Pierre. Une vérification serait nécessaire.
- En ce qui concerne la tannerie, il est possible que les bâtiments de la tannerie Bouchard et Frères, à Saint-Roch-des-Aulnaies, aient servi de lieux de tournage. La tannerie a cessé ses activités en 1998 et été abandonné jusqu'à ce que son dernier bâtiment soit démoli en mai 2023.
- La petite école Delisle[2], de Rivière-Ouelle, a servi d'école de rang. Toutes les scènes intérieures ont été tournées à cet endroit (214A, route 132). Tout est demeuré intact, et on peut même y voir la chambre de Flavie Bellavance. C'est un endroit à visiter.
- Il y a une scène hivernale où l'on voit la gare de Baie-d'Esprit. Elle a été tournée à la gare patrimoniale de Saint-Pascal, située au 536, avenue de la Gare.
- Aussi surprenant que cela puisse paraître, le tournage de la série a débuté en 1988. À cause d'un hiver particulièrement rigoureux cette année là, les scènes extérieures furent difficiles à tourner, ainsi la production a décidé de ne pas refaire l'expérience de scènes hivernales. Celles que l'on voit tout au long de la série, ont été tournées le même hiver.
- Les voitures utilisées dans ce téléroman proviennent du musée Saint-Laurent, au 552, rue Notre-Dame Ouest, à Trois-Pistoles.

### Documents d'archives
Le fonds d'archives Pierre Gauvreau de Bibliothèque et Archives Canada comprend la série Tapuscrits et documents de production du téléroman Cormoran.

### Citation
« Maudite race! Maudite race d'oiseaux pourris! Cormoran! Oh, le beau nom qu'on a! Cormoran, maudit corbeau des mers qui détruit tout, qui peut pas se reproduire sans tout dévaster autour de lui. T'es fière d'être Cormoran, ma sœur. Va voir dans les îles, là où ils font leurs nids ! Tout meurt autour d'eux. Même leur fumier fait pourrir les plantes. […] Le simple plaisir de vivre est une fleur trop modeste pour nos ambitions. […] Refusons ce qui s'offre à nous en toute candeur! Mangeons du jambon dans le temps des oies et pleurons les oies pendant que les abattoirs regorgent de cochons. Si on ne peut pas vivre dans le temps des choses, soyons ceux qui forgent les contretemps. »
Cette citation est prononcée par Pacifique Cormoran, furieux envers sa sœur Bella. La scène a lieu à l'épisode 1 de la deuxième saison.

### Message final
« Pour que les morts cessent de gouverner les vivants! »

### Les deux Maureen Bellavance
- Le 15 juin 1991 vers 22 h sur la route 202, à Dunham, la voiture que conduisait Michèle Craig a quitté la route et fait plusieurs tonneaux. Elle était seule à bord et est décédée à cet endroit, elle avait 42 ans[4]. Louise Richer a pris la relève.

## Récompenses
- 1993 - Prix Gémeaux : Meilleur téléroman
- 1994 - Prix Gémeaux : Meilleur téléroman
- 1994 - Prix Gémeaux : Meilleur texte : téléroman
- 1999 - Prix Anik : Meilleure série dramatique, réseaux français et anglais[5]